# Fausto Lurati
Pour les articles homonymes, voir Lurati.
Fausto Lurati, né le 29 août 1929 à Breganzona (Canton du Tessin) et mort le 28 juillet 2015, est un coureur cycliste suisse. Il est professionnel de 1953 à 1957.

## Palmarès

### Palmarès amateur
- 1951
  - 3e du Tour du lac Léman amateurs
- 1952
  - Giro del Mendrisiotto
  - 3e du Championnat de Zurich amateurs

### Palmarès professionnel
- 1956
  - Tour du Nord-Ouest de la Suisse
  - 3e du Grand Prix de Locle

## Résultats sur les Grands Tours

### Tour de France
1 participation
- 1956 : abandon (2e étape)

### Tour d'Italie
- 1955 : 54e